# 遠藤研一郎
遠藤 研一郎（えんどう けんいちろう、1971年 - ）は、日本の法学者。
中央大学教授・法学部長。専門は民事法学。法学修士。

## 略歴
- 1994年　中央大学法学部法律学科卒業
- 1996年　中央大学大学院法学研究科博士前期課程修了
- 1996年　社団法人全国地方銀行協会（2000年まで）
- 2001年　中央大学法学部非常勤講師
- 2002年　岩手大学人文社会科学部助教授（2004年まで）
- 2004年　獨協大学法学部助教授
- 2005年　國學院大学法学部非常勤講師[1]
- 2007年　獨協大学法学部非常勤講師[2]
- 2007年　中央大学法学部准教授
- 2009年　中央大学法学部教授[3]
- 2017年　中央大学通信教育部長
- 2023年　中央大学法学部長

## 所属学会
- 日本私法学会（2000年4月-）
- 金融法学会（2000年4月-）

## 社会的活動
- 多摩市情報公開・個人情報保護審査会委員（2009年7年-）
- 盛岡市情報公開審査会委員（2003年4月-2004年3月）
- 金融窓口サービス技能検定の技能検定委員（2002年4月-）

## 著書
- 『行政書士試験 民法』（法学書院、2007年）ISBN 4587534455
- 『民法３（債権総論）』（中央大学通信教育部、2009年）ISBN 4805772018
- 『民法「財産法」を学ぶための道案内』（法学書院、2011年）ISBN 4587038253